# Леонард Фрезе
Леона́рд Фре́зе (нім. Leonhard Froese; нар. 9 лютого 1924, Запоріжжя УРСР – пом. 9 грудня 1994, Марбург) — німецький педагог.

## З біографії
Фрезе, який належав до менонітської церкви, очолював кафедру педагогіки в Університеті Філіпса в Марбурзі, зосереджуючись на порівняльній педагогіці, історичній педагогіці та освітній політиці. У 1969/70 навчальному році він був ректором Марбурзького університету.
Він був засновником і директором Дослідницького центру порівняльної педагогіки. З 1968 року він був президентом Німецького товариства Песталоцці. Фрезе був політично активним членом ВДП, від якої невдало балотувався в Марбурзькому виборчому окрузі та в списку землі Гессен на федеральних виборах 1969 року.